# Мамай (фільм)
«Мама́й» — український художній фільм режисера Олеся Саніна, відзнятий у 2003 році на кіностудії «Національна кіностудія художніх фільмів ім. О. Довженка», творче об'єднання «Земля», Західно-Європейський інститут, кіностудія «Фрески», на замовлення Міністерства культури і мистецтв України. Це була дипломна робота Олеся Саніна, де він одночасно виступив режисером, сценаристом та доклав руку до художнього оформлення та написання пісень до стрічки.
Створений на основі давнього українського і кримськотатарського фольклору, фільм поєднує три сюжетні лінії. Перша — «Дума про трьох братів азовських» XVI ст. Друга — епос тюркських народів, зокрема кримських татарів, «Пісня дервіша про трьох доблесних мамлюків». Третя — написана самим режисером історія про татарську жінку, яка виходжує молодого козака, знайденого при смерті.
Займає 75-80-у позицію у списку 100 найкращих фільмів в історії українського кіно.

## Сюжет
Фільм починається переказом легенди про Золоту Колиску, сховану в печері, яку може розшукати тільки чиста душею людина. В цій Колисці міститься загублена сила народу, але ніхто не міг її віднайти.
У татарському полоні в печері важко працюють козаки, шукаючи Золоту Колиску. Троє з них, всі рідні брати, планують втечу, вбивають наглядача та охоронця, але добувають лише двох коней. Наймолодшого козака вони відмовляються взяти з собою і тільки залишають за собою вказівки куди бігти. Втікачів переслідують троє братів-татарів, від яких менший утікач переховується у степу. Татари підпалюють степ і згодом знаходять непритомного молодшого козака. Але їх вабить спів Золотої Колиски, тож вони покидають службу.
Двоє козаків дістаються до річки Калки, але їм стає соромно, що покинули побратима. Вони чекають кілька днів, бояться, що зазнають осуду з боку інших козаків. Зрештою вирішують повернутися, але їх оточують і вбивають татари — не за те, що втекли з полону, а за те, що покинули брата.
Загубленого козака в той час доглядає молода овдовіла татарка. Вона вчить його татарської мови і дає йому ім'я Мамай (буквально «ніхто»); привчає курити люльку. Пізніше обоє таємно одружуються.
Разом з дочкою своєї рятівниці Мамай приходить до природного колодязя, чуючи спів Золотої Колиски, та бачить її у видінні про загибель своїх братів. Але татари дізнаються про козака та схоплюють його. Дівчинка визволяє Мамая, він тікає, але потім вирішує повернутися за татаркою, яку покохав. Козакові не вдається її знайти, бо татари вирушили в інше місце. Та виявляється, що жінка вагітна від Мамая.

## Акторський склад
- Вікторія Спесивцева — татарка.
- Назл Сейтаблаєва — татарська дівчинка.
- Андрій Білоус — козак Мамай, молодший брат.
- Олесь Санін — козак, середульший брат.
- Сергій Романюк — козак, старший брат.
- Ахтем Сейтаблаєв — татарський воїн.
- Ельдар Акімов — татарський воїн.
- Еміль Расілов — татарський воїн.
- Зарема Бєлялова

## Виробництво
Режисер прагнув створити «національний фільм», який слугує «особистим поясненням» питання «чому козак має ім'я зовсім не українське, чому носить ім'я хана, провідника татарської орди, що нападала на українські землі». Його метою було показати, що «національність» мистецтва полягає в підтекстах образів, а не в формальних, стереотипних, ознаках української культури.
Зйомки тривали всього 24 дні. Напередодні прем'єри було підписано угоду з Golden Gate Film про дистрибуцію картини на західних кіноринках. Для українського кіно це був перший такий випадок. Через багато років Санін заявив, що «Мамай» був «експериментом», його дипломною роботою, яку, як передбачалось, побачить дуже вузьке коло глядачів.

## Кошторис
Кошторис фільму склав 280 тис. доларів.

## Нагороди
Фільм отримав Приз імені Олександра Княжинського за найкращу операторську роботу на XII-му Відкритому фестивалі кіна країн СНД і Балтії «Кіношок» (Росія, Анапа, 2003).

## Відгуки критиків
Фільм отримав здебільшого схвальні відгуки від українських кінокритиків.
Разом з тим продюсер фільму Арам Геворкян і сам режисер Олесь Санін казали, що випустити «Мамая» в український кінопрокат — «це як кинути в безодню», бо фільм глибоко мистецький, артгаузний, не розрахований на пересічних глядачів. Мистецтвознавець Олег Сидор-Гібелинда зазначав, що про часи Козаччини фільми знімають «часто й охоче, та найчастіше невдало». Тому в випадку з «Мамаєм» «Там, де виявляється безсилою історія, художник звертається до міту. А точніше, до його писемно-матеріальних свідчень, як-то народна картина чи дума». Якщо на Заході показ такого фільму цілком очевидний, бо там існує розвинена мережа кінотеатрів, що спеціалізується на показі такого кіно, то його перегляд в Україні ускладнений.
На думку культуролога Ольги Брюховецької, органічною частиною «Мамая» є недомовленість, яку можна домальовувати в уяві, а можна насолоджуватися цією таємничістю. Це не стільки фільм, як музичний перформанс, етнографічна розвідка чи філософський трактат. Козаки й татари тут, хоча й постають протиборчими силами, надають два рівноправні погляди на події, що доповнюють один одного.
Кінокритик Олександр Рутковський критикував фільм за те, що він «геть-чисто позбавлений драматургії», «як гарна ваза, але порожня, без живих квітів у ній». Проте зазначав, що фільм вирізняється чудовою операторською роботою Сергія Михальчука — неодноразово визнаного як в Україні так і за кордоном.

## Матеріали
- Хто боїться Мамая? (частина І: Українські «підміни») [Архівовано 17 жовтня 2010 у Wayback Machine.]. Санін Олесь. KINO-КОЛО, 2003
- Хто боїться Мамая? (частина ІІ: Історичний фільм) [Архівовано 23 жовтня 2010 у Wayback Machine.]. Санін Олесь. KINO-КОЛО, 2003
- Хто боїться Мамая? (частина ІІІ: Сюжет(и)) [Архівовано 17 жовтня 2010 у Wayback Machine.]. Санін Олесь. KINO-КОЛО, 2003
- Хто боїться Мамая? (частина IV: Козак Ніхто) [Архівовано 19 червня 2008 у Wayback Machine.]. Санін Олесь. KINO-КОЛО, 2003
- Хто боїться Мамая? (частина V: Хто боїться Мамая?) [Архівовано 17 жовтня 2010 у Wayback Machine.]. Санін Олесь. KINO-КОЛО, 2003
- Хто боїться Мамая? (частина VI: Хто і як фільмує «Мамая») [Архівовано 23 жовтня 2010 у Wayback Machine.]. Санін Олесь. KINO-КОЛО, 2003